# Parc Hosingen
Parc Hosingen (luxemburguès Parc Housen) és una comuna luxemburguesa al nord de Luxemburg, que forma part del cantó de Clervaux. Es troba a la frontera amb Alemanya. Té una superfície de 70,65 km²

## Viles de la comuna de Parc Hosingen
La comuna de Parc Hosingen es va formar l'1 de gener de 2012 de les antigues comunas de Consthum, Hosingen i Hoscheid -aquesta última abans formava part del cantó de Diekirch-. La llei que va crear el Parc Hosingen va ser aprovada el 24 de maig de 2011.
Comprén endemés de la vila de Hosingen, les de Bochholtz, Consthum, Dorscheid, Holzthum, Hoscheid, Hoscheid-Dickt, Neidhausen, Rodershausen, Untereisenbach i Wahlhausen.